# Feyenoord Rotterdam 2013-2014
Questa voce raccoglie le informazioni riguardanti il Feyenoord Rotterdam nelle competizioni ufficiali della stagione 2013-2014.

## Maglie e sponsor
Lo sponsor tecnico per la stagione 2013-2014 fu Puma, mentre lo sponsor ufficiale fu Opel. La divisa casalinga era composta dalla classica maglietta bianca e rossa, con pantaloncini e calzettoni neri. Quella da trasferta prevedeva invece una maglia verde con maniche bianche, pantaloncini e calzettoni bianchi.
| Casa | Trasferta |

## Rosa
| N. |                        | Ruolo | Calciatore         |
| -- | ---------------------- | ----- | ------------------ |
| 1  | Paesi Bassi (bandiera) | P     | Erwin Mulder       |
| 2  | Paesi Bassi (bandiera) | D     | Daryl Janmaat      |
| 3  | Paesi Bassi (bandiera) | D     | Stefan de Vrij     |
| 4  | Paesi Bassi (bandiera) | D     | Joris Mathijsen    |
| 5  | Paesi Bassi (bandiera) | D     | Bruno Martins Indi |
| 6  | Paesi Bassi (bandiera) | C     | Jordy Clasie       |
| 7  | Paesi Bassi (bandiera) | A     | Jean-Paul Boëtius  |
| 8  | Paesi Bassi (bandiera) | C     | Ruud Vormer        |
| 9  | Italia (bandiera)      | A     | Graziano Pellè     |
| 10 | Paesi Bassi (bandiera) | C     | Lex Immers         |
| 11 | Paesi Bassi (bandiera) | A     | Wesley Verhoek     |
| 13 | Paesi Bassi (bandiera) | P     | Ronald Graafland   |
| 14 | Svezia (bandiera)      | A     | Samuel Armenteros  |

| N. |                        | Ruolo | Calciatore                |
| -- | ---------------------- | ----- | ------------------------- |
| 15 | Paesi Bassi (bandiera) | D     | Terence Kongolo           |
| 16 | Norvegia (bandiera)    | C     | Harmeet Singh             |
| 17 | Paesi Bassi (bandiera) | C     | Otman Bakkal              |
| 18 | Paesi Bassi (bandiera) | D     | Miquel Nelom              |
| 19 | Paesi Bassi (bandiera) | A     | Mitchell te Vrede         |
| 20 | Paesi Bassi (bandiera) | A     | John Goossens             |
| 21 | Paesi Bassi (bandiera) | C     | Tonny Trindade de Vilhena |
| 22 | Paesi Bassi (bandiera) | D     | Sven van Beek             |
| 27 | Paesi Bassi (bandiera) | A     | Ruben Schaken             |
| 28 | Paesi Bassi (bandiera) | A     | Elvis Manu                |
| 30 | Paesi Bassi (bandiera) | C     | Joey Sleegers             |
| 32 | Paesi Bassi (bandiera) | D     | Jordy van Deelen          |
| 33 | Grecia (bandiera)      | P     | Kōstas Lamprou            |

## Calciomercato

### Sessione estiva(dal 01/07 al 02/09)
| Arrivi           | Arrivi               | Arrivi     | Arrivi        |
| R.               | Nome                 | da         | Modalità      |
| ---------------- | -------------------- | ---------- | ------------- |
| C                | Otman Bakkal         |            | svincolato    |
| A                | Samuel Armenteros    | Anderlecht | prestito      |
| A                | Graziano Pellè       | Parma      | definitivo    |
| Altre operazioni |                      |            |               |
| R.               | Nome                 | da         | Modalità      |
| D                | Kaj Ramsteijn        | VVV-Venlo  | fine prestito |
| C                | Shabir Isoufi        | Telstar    | fine prestito |
| C                | Matthew Steenvoorden | Excelsior  | fine prestito |

| Partenze         | Partenze             | Partenze          | Partenze      |
| R.               | Nome                 | a                 | Modalità      |
| ---------------- | -------------------- | ----------------- | ------------- |
| D                | Kelvin Leerdam       |                   | svincolato    |
| D                | Kaj Ramsteijn        | Sparta Rotterdam  | prestito      |
| C                | Shabir Isoufi        |                   | svincolato    |
| C                | Kamohelo Mokotjo     | PEC Zwolle        | definitivo    |
| C                | Matthew Steenvoorden | Dordrecht         | prestito      |
| A                | Anass Achahbar       | Arminia Bielefeld | prestito      |
| A                | Guyon Fernandez      | PEC Zwolle        | prestito      |
| Altre operazioni |                      |                   |               |
| R.               | Nome                 | da                | Modalità      |
| A                | Graziano Pellè       | Parma             | fine prestito |

### Sessione invernale(dal 01/01 al 31/01)
| Arrivi | Arrivi | Arrivi | Arrivi   |
| R.     | Nome   | da     | Modalità |
| ------ | ------ | ------ | -------- |

| Partenze | Partenze         | Partenze  | Partenze   |
| R.       | Nome             | a         | Modalità   |
| -------- | ---------------- | --------- | ---------- |
| D        | Jordy van Deelen | Dordrecht | prestito   |
| C        | Harmeet Singh    |           | svincolato |
| A        | Sekou Cissé      | Genk      | definitivo |
| A        | Elvis Manu       | Cambuur   | prestito   |

## Risultati

### Eredivisie

#### Girone di andata
| Arbitro: | Gözübüyük (Haarlem) |

|                         |           |             |
| Klich 65’ Fernandez 90’ | Marcatori | 87’ Schaken |

| Arbitro: | Liesveld (Waverveen) |

|           |           |                                                          |
| Pellè 29’ | Marcatori | 37’ Ebecilio 58’ (rig.), 73’ (rig.) Tadić 79’ Castaignos |

| Arbitro: | Kuipers (Oldenzaal) |

|                            |           |          |
| Sigþórsson 31’ (rig.), 37’ | Marcatori | 6’ Pellè |

| Arbitro: | Makkelie (Dordrecht) |

|                     |           |         |
| Pellè 37’, 38’, 53’ | Marcatori | 59’ Suk |

| Arbitro: | Wiedemeijer (Arcen en Velden) |

|                                                    |           |  |
| Vormer 31’ (rig.) Pellè 44’ Nelom 68’ Goossens 85’ | Marcatori |  |

| Arbitro: | Blom (Gouda) |

|                               |           |                                         |
| Štefánik 30’, 77’ Pálsson 69’ | Marcatori | 26’ Immers 67’ Boëtius 90’ Martins Indi |

| Arbitro: | Kuipers (Oldenzaal) |

|                         |           |  |
| Trindade de Vilhena 35’ | Marcatori |  |

| Arbitro: | Gözübüyük (Haarlem) |

|                                            |           |                                  |
| Pellè 7’, 54’, 63’ (rig.) Martins Indi 45’ | Marcatori | 84’ van Haaren 88’ (aut.) Clasie |

| Arbitro: | Vink (Noordwijkerhout) |

|              |           |                       |
| Havenaar 83’ | Marcatori | 18’ de Vrij 20’ Pellè |

| Arbitro: | Makkelie (Dordrecht) |

|                       |           |                        |
| Amevor 48’ Kolder 89’ | Marcatori | 17’ de Vrij 63’ Immers |

| Arbitro: | Blom (Alphen aan den Rijn) |

|             |           |                                |
| Boëtius 43’ | Marcatori | 41’ (aut.) Nelom 63’ Rosheuvel |

| Arbitro: | van Boekel (Vierlingsbeek) |

|  |           |                         |
|  | Marcatori | 45’ Immers 73’ te Vrede |

| Arbitro: | Nijhuis (Enschede) |

|                         |           |                            |
| te Vrede 48’ Immers 51’ | Marcatori | 17’, 57’ (rig.) Jóhannsson |

| Arbitro: | Vink (Noordwijkerhout) |

|             |           |  |
| Joachim 90’ | Marcatori |  |

| Arbitro: | Makkelie (Dordrecht) |

|                                   |           |           |
| Boëtius 45’ Pellè 54’ (rig.), 65’ | Marcatori | 21’ Maher |

| Arbitro: | Kuipers (Oldenzaal) |

|                     |           |                       |
| van Beek 45’ (aut.) | Marcatori | 9’ Boëtius 16’ Immers |

| Arbitro: | Blom (Alphen aan den Rijn) |

|          |           |  |
| Pellè 7’ | Marcatori |  |

#### Girone di ritorno
| Arbitro: | Gözübüyük (Haarlem) |

|                             |           |  |
| Immers 33’, 39’ Boëtius 55’ | Marcatori |  |

| Arbitro: | Vink (Noordwijkerhout) |

|                    |           |                                                                |
| Toornstra 12’, 22’ | Marcatori | 17’, 72’ Schaken 18’ Pellè 33’ de Vrij 89’ Trindade de Vilhena |

| Arbitro: | Kuipers (Oldenzaal) |

|                                       |           |                      |
| Beugelsdijk 36’ Bakker 45’ Alberg 77’ | Marcatori | 68’ Clasie 74’ Pellè |

| Arbitro: | Gözübüyük (Haarlem) |

|           |           |             |
| Pellè 39’ | Marcatori | 57’ K'ashia |

| Arbitro: | Makkelie (Dordrecht) |

|                 |           |                           |
| Kali 77’ (rig.) | Marcatori | 13’ Immers 45’ Armenteros |

| Arbitro: | Wiedemeijer (Boxmeer) |

|                                            |           |           |
| Immers 26’ Pellè 35’, 59’ Boëtius 55’, 78’ | Marcatori | 11’ Rieks |

| Arbitro: | Nijhuis (Enschede) |

|                   |           |             |
| Poepon 37’ (rig.) | Marcatori | 25’ Janmaat |

### KNVB beker
| Arbitro: | Higler |

|                                      |           |  |
| Pellè 36’ Schaken 64’ Armenteros 90’ | Marcatori |  |

| Arbitro: | Janssen (Meijel) |

|                                               |           |  |
| Vandepitte 31’ (aut.) Bakkal 63’ te Vrede 67’ | Marcatori |  |

| Arbitro: | Nijhuis (Enschede) |

|                                              |                      |                                                |
| Bryan Linssen 27’                            | Marcatori            | 12’ Pellè                                      |
| Quansah Uth Bruns te Wierik Pasveer Rienstra | Tiri di rigore 5 – 6 | Pellè Vormer Goossens Mathijsen Janmaat Clasie |

| Arbitro: | Blom (Alphen aan den Rijn) |

|                                  |           |            |
| Fischer 34’ Bojan 68’ Serero 90’ | Marcatori | 7’ Boëtius |

### Europa League
| Arbitro: | Turpin |

|           |           |  |
| Baldé 90’ | Marcatori |  |

| Arbitro: | Oliver |

|          |           |                     |
| Pellè 7’ | Marcatori | 19’ Popov 50’ Bucur |